# Dialogismo
Dialogismo é um conceito desenvolvido pelos filósofos russos Mikhail Bakhtin e Valentin Volóchinov. Para Bakhtin, todos os enunciados (acontecimentos de linguagem, como uma fala, um discurso, uma carta) têm a propriedade de ser dialógicos. Determinado indivíduo, ao proferir (ou escrever) um enunciado, interage, conscientemente ou não, com outros enunciados, outros discursos, concordando ou discordando, complementando e se construindo na interação com eles. De modo mais amplo, a própria linguagem humana tem a propriedade de ser dialógica, formando uma cadeia ininterrupta de enunciados que seguem uns aos outros.
Por exemplo, suponhamos que determinado indivíduo emita o seguinte enunciado, em  um ato real de comunicação: não existe racismo no Brasil. Ao fazê-lo, ele está pressupondo que seus interlocutores tenham certos conhecimentos prévios a respeito do racismo, e de sua existência naquele país. O enunciado só faz sentido porque ele interage, responde àqueles que afirmam a existência do racismo na sociedade brasileira. Esse exemplo, mais ilustratuvo, pode ser expandido. Assim, chegamos ao princípio geral, que é o fato de ser o dialogismo inerente à linguagem humana. Todo enunciado pressupõe a existência de outras vozes, com as quais ele interage.
Para além desse dialogismo constitutivo, há outras formas de apresentar vozes alheias em determinado discurso. Isso é feito por meio de recursos, como o discurso direto, discurso indireto, discurso indireto livre e as aspas. Tais recursos, entre outros, podem ser vistos como uma materialização do dialogismo inerente à linguagem humana. Tal materialização não é obrigatória. Mesmo que um autor opte por não fazer uma citação direta, ele ainda assim está em diálogo com outras vozes, com outros discursos.

## Definição

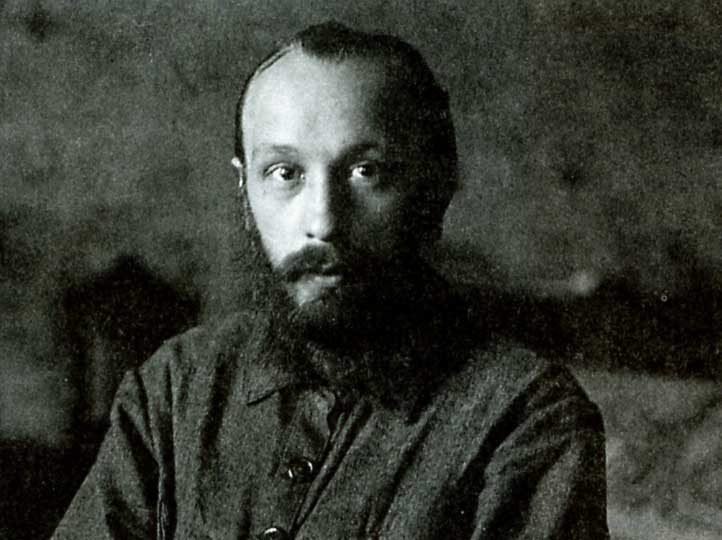
O dialogismo é um dos conceitos principais para a teoria do filófoso russo Mikhail Bakhtin.

Para Bakhtin, o dialogismo — também chamado de "relações dialógicas" — são relações entre índices sociais de valores que constituem o enunciado, compreendido como unidade da interação social. O dialogismo implica a compreensão individual/coletiva como um processo no qual sua dinâmica lhe confere um caráter social e cultural determinante. Se trata de um conceito com ampla aplicabilidade que permite a aprendizagem de diversas práticas sociais.
Para que ocorram as relações dialógicas, é preciso que qualquer material linguístico ou semiótico entre na esfera do discurso, ou seja, se transforme em enunciado, tenha fixado a posição de um sujeito social. Só assim é possível responder, isto é, fazer réplica ao dito, confrontar posições, fazer intervenções, concordar ou discordar.
A palavra chave da linguística bakhtiniana é diálogo: "as relações dialógicas são de índole específica: não podem ser reduzidas a relações meramente lógicas (ainda que dialéticas) nem meramente linguísticas (sintático-composicionais).Elas só são possíveis entre enunciados integrais de diferentes sujeitos do discurso".
Mesmo num monólogo, há dialogismo, pois nesse ato, aparentemente individual, há vozes que dialogam. Portanto, o dialogismo não se restringe ao diálogo face a face, mas a todo enunciado no processo de comunicação manifestado em diferentes dimensões.

### Conceitos constituintes
Para o linguista brasileiro José Luiz Fiorin, os três eixos básicos norteadores do pensamento bakhtiniano que constituem a concepção de dialogismo são:
- a unicidade do ser e do evento;
- a relação eu/outro; e
- a dimensão axiológica.

O primeiro conceito diz respeito ao modo real de funcionamento da linguagem, ou seja, "todos os enunciados constituem-se a partir de outros". O segundo trata-se da incorporação, pelo enunciador, das vozes de outros no enunciado. É uma forma composicional visível na qual é possível ver o discurso alheio. "São maneiras externas e visíveis de mostrar outras vozes no discurso". O terceiro está relacionado ao sujeito, à subjetividade que é "construída pelo conjunto de relações sociais de que participa o sujeito."

## Relação com outros conceitos

### Relação com intertextualidade
Dialogismo não deve ser confundido com intertextualidade, pois não é qualquer relação dialógica que se pode chamar de intertextualidade.
Para Bakhtin, há uma diferença entre texto e enunciado. Segundo Fiorin, a diferença entre eles seria que "enunciado" é um todo de sentido, uma posição assumida pelo enunciador, "marcado pelo acabamento, dado pela possibilidade de admitir uma réplica", enquanto "texto" pertence ao domínio da materialidade, ou seja, a um conjunto coerente de signos verbais e não verbais, é uma realidade imediata. É a manifestação do enunciado.
Dessa forma, pode haver relação dialógica entre textos e entre enunciados. Assim, a intertextualidade refere-se apenas às relações dialógicas materializadas em textos. "Isso pressupõe que toda intertextualidade implica a existência de uma interdiscursividade (relações entre enunciados), mas nem toda interdiscursividade implica intertextualidade". Pois há textos que não mostram o discurso do outro, mas possibilita a interdiscursividade.

### Relação com polifonia
Polifonia para Bakhtin não é apenas um universo de muitas vozes, mas um universo em que todas as vozes são equipolentes, isto é, têm o mesmo valor, sem que nenhuma se sobreponha às demais. O estudo voltado a esse tema se encontra na obra Problemas da poética de Dostoiévski (1963) a qual Bakhtin dedica suas reflexões ao gênero romance polifônico, dando origem ao conceito de polifonia. O dialogismo é um conceito mais amplo, e esta associado à linguística. Já a polifonia está relacionada à teoria literária.
Nas palavras do escritor brasileiro Cristóvão Tezza, "a polifonia é mais uma visão de mundo do que uma categoria técnica".
Muitos pesquisadores usam o dialogismo como sinônimo de polifonia, no entanto, há estudos que mostram a diferença. Como em Maciel no artigo Diferenças entre dialogismo e polifonia. Nas palavras no autor, "Se o dialogismo já se faz presente na interação entre quaisquer vozes, a polifonia depende da amplitude das ideias que se discute." Assim, pode-se dizer que as relações dialógicas integram a polifonia, mas não coincidem com ela. "No romance polifônico, expressa-se um conjunto específico de relações dialógicas. Os vínculos entre microdiálogo, diálogo e grande diálogo se realizam por meio de relações dialógicas. A passagem de um tema por muitas e diferentes vozes se dá por meio de relações dialógicas."